# Цифровий слід
Цифровий слід (або цифровий відбиток; англ. digital footprint) — сукупність інформації про відвідини та внесок користувача під час перебування у мережі. Класифікується два види цифрових слідів: пасивні та активні. Пасивний цифровий слід — це дані, зібрані автоматично без відома власника. Активний цифровий слід з'являється, коли користувач навмисно публікує свої персональні дані на сайтах і в соцмережах. Переважно цифрові сліди відслідковуються задля моніторингу, в комерційних цілях і з метою шпигунства.

## Типи цифрових слідів
Пасивні цифрові сліди складаються з даних, які автоматично збираються пристроями. Зокрема це куки, записи IP-адрес та історія відвідувань вебсайтів. Якщо історія відвідувань просто дозволяє дізнатися які сайти було відвідано раніше, то куки надають різноманітну аналітичну інформацію та полегшують взаємодію користувачів із вебсайтами. Використання куків регулюється налаштуваннями вебоглядача.
Активні цифрові сліди створюються самими користувачами шляхом поширення інформації, членства в мережевих спільнотах, заповнення онлайн-форм. Їх прикладами слугують надіслані електронні листи, дописи у Facebook, твіти та зображення в Instagram. Активні цифрові сліди часто можна знайти за реальним іменем людини. Їхнє поширення залежить не тільки від автора листа, допису, коментаря, а й від людей, які реагують на нього, роблячи вподобання, репости, чи просто згадуючи особу в своїх матеріалах.

## Уплив цифрового сліду
Інформація, яку людина залишає про себе в комп'ютерних мережах, дозволяє дистанційно охарактеризувати її. Передусім це корисно для надання таргетованої реклами, що відображається відповідно до місця розташування та ранішої активності людини. Цифровий слід відслідковують роботодавці, щоб скласти уявлення про особисті якості працівників. Окрім того цифровий слід може використовуватися зловмисниками, як-от шахраї чи переслідувачі. Опублікована в мережі інформація може бути як компрометуючою сама по собі, так і слугувати матеріалом для визначення типової поведінки людини, її вподобань, щоб скористатися цим для обману, здійснення психологічного тиску.
Американський маркетолог Тоні Фіш писав про можливі небезпеки цифрових слідів 2007 року. Аналіз електронного сліду, на думку Фіша, дозволить з'ясувати, що, як і чому купують інтернет-користувачі. 2017 року дослідниця Каталін Фехер написала у своїй науковій статті про особисті онлайн-стратегії, що користувачі залишають після себе цифровий слід в онлайн-системах і нових медіа. Наслідки цього можуть бути непередбачувані. Фехер також підкреслила, що «універсальні шаблони персональних онлайн-стратегій підпорядковані в основному усвідомленим рішенням, в результаті чого користувачі зберігають 70 % контроль над своїми цифровими слідами. Однак, решта 30 % дій в інтернеті користувачі здійснюють несвідомо і це призводить до втрати особистих даних».

## Керування цифровим слідом
Рекомендується регулярно слідкувати за своїм цифровим слідом, наприклад, шукаючи інформацію про себе в пошукових системах за іменем і прізвищем. Головний спосіб запобігти негативним наслідкам цифрового сліду — це обмежити його зміст налаштуваннями конфіденційності своїх облікових записів у соцмережах, сервісах, інтернет-магазинах та інших сайтах, де може публікуватися особиста інформація. До прикладу, заборонити бачити свої дописи всім, крім друзів; лишати мінімум конфіденційної інформації в реєстраційних формах; захищати свої дані надійними паролями та пін-кодами; користуватися анонімним режимом програм-вебоглядачів; видаляти історію відвідувань вебсайтів після користування чужим пристроєм. Паролі та пін-коди варто тримати в таємниці та регулярно оновлювати, звертати увагу чи використовують відвідувані вебсайти зашифроване з'єднання (https). Слід мати на увазі, що зміст поняття персональних даних різниться, залежно від країни. Так, результати публічних іспитів або отримання державних субсидій в деяких країнах є публічною інформацією.
Для різних активностей у мережі доцільно користуватися різними електронними адресами Також рекомендується слідкувати за згадками про себе від інших людей. Іноді варто попросити їх видалити дописи, коментарі з такими згадками, щоб не поширювати надмірні деталі.
Слід заздалегідь мати план дій на випадок втрати свого пристрою, що містить конфіденційні дані, мати резервні копії важливої інформації та можливість дистанційно її знищити. Якщо це передбачено, свої неактивні облікові записи варто видаляти.
Окремий випадок цифрового сліду складають метадані файлів, таких, як фотографії. Смартфони часто записують у фото дані про географічні координати місця зйомки, час, за якими можна визначити типову поведінку людини. За допомогою спеціальних програм (на деяких операційних системах, як-от Windows, вони належать до стандартного набору) можна редагувати й видаляти метадані.